# Achaetobotrys
Achaetobotrys es un género de hongos en la familia Antennulariellaceae.